# 酢浆草黑粉菌
酢浆草黑粉菌（学名：Ustilago oxalidis）是属于黑粉菌目黑粉菌科黑粉菌属的一种真菌，寄生在酢浆草上。该种分布于中国、日本、爱沙尼亚、立陶宛、俄罗斯、乌克兰、波兰、匈牙利、德国、奥地利、瑞士、法国、美国、智利等地。